# Hednota
Hednota là một chi bướm đêm thuộc họ Crambidae.

## Các loài
- Hednota acontophora  (Meyrick, 1882)
- Hednota ancylosticha  Koch, 1966
- Hednota argyroeles  (Meyrick, 1882)
- Hednota asterias  Meyrick, 1887
- Hednota aurantiacus  (Meyrick, 1879)
- Hednota bathrotricha  (Lower, 1902)
- Hednota bifractellus  (Walker, 1863)
- Hednota bivittella (Donovan, 1805)
- Hednota cotylophora  (Turner, 1942)
- Hednota crypsichroa  Lower, 1893
- Hednota cyclosema  (Lower, 1896)
- Hednota demissalis  (Walker, 1863)
- Hednota diacentra  (Meyrick, 1897)
- Hednota diargyra  (Turner, 1925)
- Hednota dichospila  (Turner, 1937)
- Hednota empheres  Koch, 1966
- Hednota enchias  (Meyrick, 1897)
- Hednota eremenopa  (Lower, 1903)
- Hednota grammellus  (Zeller, 1863)
- Hednota hagnodes  (Turner, 1942)
- Hednota haplotypa  (Turner, 1904)
- Hednota hoplitellus  (Meyrick, 1879)
- Hednota icelomorpha  (Turner, 1906)
- Hednota impletellus  (Walker, 1863)
- Hednota invalidellus  (Meyrick, 1879)
- Hednota koojanensis  Koch, 1966
- Hednota longipalpella (Meyrick, 1879)
- Hednota macroura  (Lower, 1902)
- Hednota megalarcha  (Meyrick, 1885)
- Hednota mesochra  (Lower, 1896)
- Hednota ocypetes  Meyrick, 1936
- Hednota odontoides  Koch, 1966
- Hednota opulentellus  (Zeller, 1863)
- Hednota orthotypa  (Turner, 1904)
- Hednota panselenella  (Meyrick, 1882)
- Hednota panteucha  (Meyrick, 1885)
- Hednota pedionoma  (Meyrick, 1885)
- Hednota peripeuces  (Turner, 1942)
- Hednota perlatalis  (Walker, 1863)
- Hednota pleniferellus (Walker, 1863)
- Hednota polyargyra  (Turner, 1913)
- Hednota recurvellus  (Walker, 1863)
- Hednota relatalis (Walker, 1863)
- Hednota stenipteralis  (Lower, 1903)
- Hednota tenuilineata  Koch, 1966
- Hednota thologramma  Meyrick, 1936
- Hednota toxotis  Meyrick, 1887
- Hednota trissomochla  (Turner, 1911)
- Hednota urithrepta  (Turner, 1925)
- Hednota xiphosema (Turner, 1904)
- Hednota xylophaea  Meyrick, 1887